# 사이키번
사이키번(일본어: 佐伯藩 さいきはん[*])은 에도 시대 분고국 아마베군에 존재했던 번이다. 번의 조상은 모리 타카마사이고, 번청은 사이키성 (현재 오이타현 사이키시)이다.

## 역사

### 전사(前史)

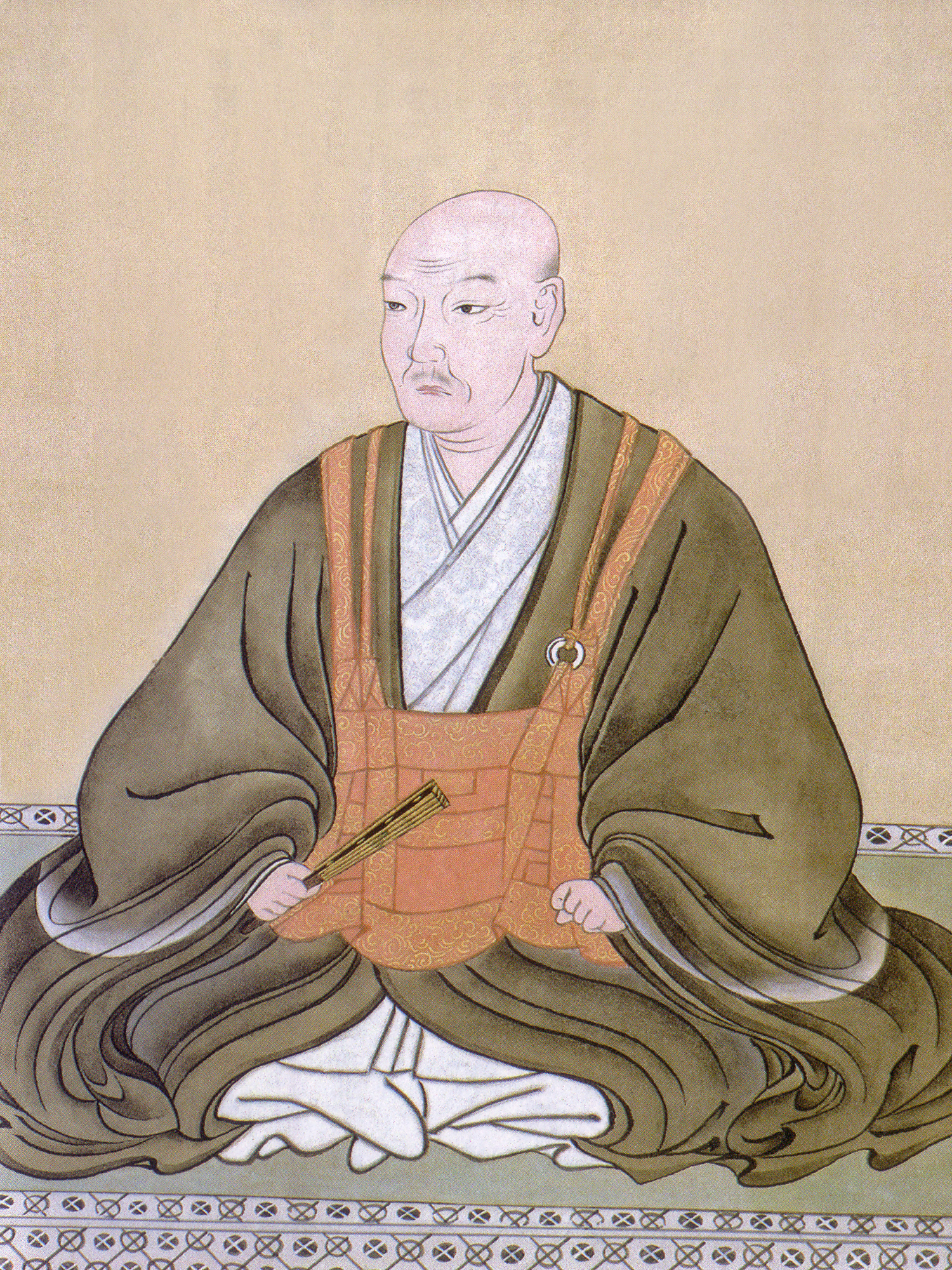
사에키가 주군 오오토모 소린

분고국은 가마쿠라 시대에는 오토모가의 지배하에 있었지만, 그 나라에 들어갈 때에 사이키 장원을 지배하고 있던 지토의 대신성 사에키가는 오토모가에 협력했기 때문에 오토모가 중신에 반하여 사이키 장원을 맡고 있었다. 사에키가는 토카무레성을 축성한 사에키 코레하루 시대에 오토모에게 모반을 일으킨 적도 있었지만, 그 외에는 가신으로서 오토모가에 진력했다 (사에키 코레하루의 난).
오토모는 전국 시대에, 21대 오토모 소린・요시무네 부자가 미나미큐슈의 제압을 목표로해 휴가에 쳐들어갔지만, 덴쇼 6년 (1578년)에 미미카와 전투에서 시마즈 요시히사에게 대패했다. 이 패전으로 오토모에 종군하고 있던 사에키 코레노리・코레마네(惟真) 부자는 전사했다. 이후, 오토모가에서는 일족 중신의 내분이 심해져, 대외에서는 히젠 류조지 타카노부와 치쿠젠 아키즈키 타네자네, 그리고 시마즈 요시히사 등의 침략을 받아 쇠퇴해간다. 사에키가는 코레마네(惟真)의 적자 코레사다가 뒤를 이어 몰락해가는 오토모가를 지탱했다.
덴쇼 14년 (1586년)에 들어가자, 시마즈 요시히사는 오토모를 멸망시키려고 대군을 분고에 보내 공격하게 했다 (호우사츠 전투). 10월 23일, 코레사다는 요시히사의 이복동생 이에히사로부터 항복 권고의 사자를 받지만, 코레사다와 그의 생모는 완강히 항전의 의사를 표시했다. 이에히사는 군세를 사에키로 돌렸지만, 사에키의 세력은 총력을 기울여 저항의 의사를 나타내, 시마즈군은 병력으로 우세하지만, 야전에서 사에키 세력에게 패배했다 (카타타 전투). 이후, 시마즈 이에히사는 사에키에게 더 이상 손 대지 않고 북상한다. 그러나, 오토모 요시무네가 도요토미 히데요시에게 신종하여 지원을 요청하자, 덴쇼 15년 (1587년)에는 도요토미 정권에 의한 규슈 정벌이 개시되어 시마즈군은 도요토미의 대군에 앞서 곳곳에서 패배하여 사츠마까지 패퇴하고, 4월에 항복했다. 전쟁 후, 분고 1국은 오토모 소린・요시무네 부자에게 안도(安堵)되었다.
그러나, 분로쿠 2년 (1593년) 5월, 임진왜란 때, 요시무네가 적을 앞에 두고 도망을 치자, 오토모씨는 히데요시에 의해 개역당했다. 이때, 사에키 코레사다도 요시무네를 따라 조선에 넘어왔지만, 주군의 가문의 개역으로 낭인이 되었고, 사에키가의 사에키 지배는 4백년만에 종식되었다. 이후, 사에키 코레사다는 이요의 토도 타카토라의 사관이 되어, 사에키의 가명을 남겼다.

### 모리 타카마사의 사에키 입봉까지의 경위
그 후, 분고국은 도요토미가의 휘하 다이묘와 대관이 분산 배치되었는데, 이는 히데요시가 외적의 침략이나 시마즈 등 강력한 토자마 다이묘가 많은 규슈에 다이묘들을 봉해 두기 위해서였다고 한다. 분로쿠 3년 (1594년), 모리 타카마사가 창고 입지의 대관으로 다스리고 있던 분고국 쿠스군 츠노무레성 이하 미야기 토요모리가 다스리고 있던 분고국 히타군 히쿠마성 이하 2만석 (일설엔 6만석)을 부여받아 입봉한다. 타카마사는 히데요시가 오다 노부나가를 모시던 시절부터 후다이 가신으로 히데요시의 츄고쿠 정벌과 규슈 정벌, 그리고 임진왜란에 참전해 공을 세운 무장이다. 일설에는 히데요시의 낙윤 (사생아)라고 하는 설도 있다. 타카마사는 조선에서의 활약으로 게이초 원년 (1596년), 히데요시로부터 히타군 2만석의 소령 외에 히타군과 쿠스군에 있는 도요토미가의 창고입지 8만석과 사에키 2만석의 대관에도 임명되었다. 게이조 2년 (1597년)부터 정유재란에서는 히데요시의 명령으로 군감을 지냈다.
덧붙여서 타카마사는 모리 성(姓)을 자칭하고 있지만, 쵸슈번의 오에성 모리씨와의 혈연 관계는 없다. 타카마사는 혼노지의 변이 일어났을 대는, 히데요시를 따라 빗츄 타카마츠성에 있었으나, 히데요시의 츄고쿠 반환 때, 히데요시의 명으로 형 시게마사와 함께 모리가의 인질이 되었다. 타카마사의 원래 성씨는 나마즈에씨(鯰江氏)류 모리(森)였지만, 모리 테루모토가 매우 좋아했기 때문에, 형제 모두 모리(毛利) 성을 부여받았고, 이후 모리(毛利)로 칭하게 되었다.

### 사이키번의 성립
게이초 3년 (1598년) 8월에 히데요시가 사망하자, 타카마사도 일본으로 귀국했다. 히데요시는 임진왜란 때 군감을 지낸 관계로 이시다 미츠나리나 그 여당인 카키미 카즈나오와 대립하고 있었고, 조선에서는 수군의 장수를 지낸 무단파였다는 점에서도 미츠나리와는 사이가 좋지 않았다. 게이초 5년 (1600년)의 세키가하라 전투에서는 초기에는 서군에 속해 탄고 타나베성의 호소카와 유사이를 공격하는 군에 참가했다 (타나베성 전투). 이는 이시다 미츠나리와 사이가 좋지 않았지만, 서군의 명목상 총대장이 자신에게 모리(毛利) 성씨를 준 모리 테루모토였기 때문이라고 한다. 타나베성은 2개월의 장기전 끝에 개성했지만, 그 3일 전에 세키가하라 전투는 끝난 상태였다. 타카마사는 맹우인 토도 타카토라의 설득, 규슈에서 부재 중 부대를 이끌고 있던 동군의 쿠로다 죠스이로부터 동군으로 오라는 권유 공작도 있었기 때문에, 동군으로 가게 되었다. 타카토라의 주선도 있어, 게이초 6년 (1601년) 4월 5일, 도쿠가와 이에야스의 명령으로 타카마사는 같은 고쿠다카에서의 히타로부터 사에키 토카무레성 이하 2만석으로 이봉되어, 사이키번이 성립되었다.

## 번 정치
타카마사의 입봉 초기, 사이키의 중심이 되고 있던 토가무레성(栂牟礼城)은 후미진 땅에 있었기 때문에, 불편을 느껴 반죠가와 하구의 하치만산에 새로이 사이키성을 쌓아, 기슭에 조카마치를 열었다 (게이초 7넌 (1602년) 착공, 게이초 11년 (1606년) 준공). 사이키번령은 기복이 많고 경작지가 적어, 농업으로 인한 수입은 적었다. 해안은 리아스식 해안이기 때문에 포구가 많아, 어업과 해상 수송 기지의 항구로 활용되었으며, "사이키의 영주, 포구에서 가진다(佐伯の殿様、浦でもつ)"라는 말이 생겨났을 정도로 번 재정의 기둥이 되었다. 또한 임업도 번 재정을 지탱하는 수입원 중 하나이다.
게이초 19년 (1614년)부터 오사카 전투가 시작하자, 타카마사는 겨울・여름의 진 모두 도쿠가와 편(동군)으로써 참가했다. 또, 타카마사는 축성이나 조카마치 건설, 검지, 신덴 개발 등 여러 정책을 단행해 번정의 기초를 굳혔다.

### 중흥기
6대가 된 타카요시 (타카마사)는 문란한 번정을 재건하기 위해 규율을 정하여 문무를 장려하고, 산업 진흥에 진력했다. 또한, 검약하게 수행하여 부정을 용서하지 않고, 병이라고 하면서 주색과 유람과 예술을 탐닉하여 타가로부터 양자로 온 본인을 업신여기는 가로를 영외추방 혹은 면직, 은거 시켰다. 성 안에는 학습소를 개설하여 후의 번교 창설의 기초를 닦았다. 타카요시는 재해 대책에도 힘을 쏟아 호에이 4년 (1707년) 10월 4일의 호에이 지진 (사이키 추정 진도 6)의 피해를 입어, 해일 방지를 위해 제방을 축조했다. 또한 지진 2년전 대화재가 발생한 다음 해에 소방 조직을 창설하고 3년 후에는 지휘 명령 계통을 정비하기 위해 소방부교를 편성했다. 이와 같이, 대규모 번정 개혁을 실시한 타카요시 시대는 40여 년간 걸쳐 계속되어, 사이키번의 중흥의 선조, 영주(英主)로 칭송받는다.
7대 타카오카도 조부의 번정 개혁을 계승해 부정을 일으킨 가로나 부교를 파면했다. 그러나, 타카오카의 시대에는 번 재정이 핍박하여, 빚에 빚을 거듭해 이자 지불이 고작인 파탄 직전의 상태에 빠졌다. 따라서, 전매 강화나 소금의 자유 매매를 금지한다는 통제 경제, 규제 강화를 통해 재정 재건을 도모했다.
8대 타카스에는 중흥의 시조로 알려져있다. 3번의 검약령을 철저히 하여, 2백석 이상의 봉록을 반감하고, 제사 경비의 반감과 지출 삭감에 힘쓰고, 번 지폐를 발행, 번 재정의 재건을 도모했다. 또한, 문교 정책에도 힘을 쏟아, 안에이 6년 (1777년), 번교 "시코도 (四教堂)"를 열고 덴메이 4년 (1784년)에는 장서가 8만권에 달하는 "사이키 문고(佐伯文庫)"를 설치해, 번사에게 널리 활용하게 했다. 후의 10대 타카나카는 사이키 문고의 귀중본 2만권을 에도막부 모미지야마 문고(紅葉山文庫) 쇼헤이코(昌平黌)에 기증하였다. 그러나, 타카스에 시대에는 천재지변이나 화재가 집중되면서, 이로 인해 영민의 생활은 궁핍해지고, 번 재정도 위기 상황에 빠졌다. 분카 9년 (1812년) 1월에는 4천명으로 된 백성 잇키도 발생하였고, 이를 진압하는 번의 군사와 교전하여 사상자를 냈다.

### 막부 말기와 메이지
막부 말기, 마지막 번주 타카아키는 재정난 속에서, 군비의 근대화를 진행시켰다. 화약과 대포를 만들고, 또 사이키만 내에 포대도 쌓았다. 타카아키는 일찍부터 고메이 천황을 배알하고 잇는 존황파로, 게이오 연간에는 조정에 헌상품을 제출했으며, 일찍부터 조정에 접근했다.
메이지 2년 (1869년) 3월 4일, 판적봉환을 한 타카아키는 사이키 지번사에 임명되어 화족에 올랐다. 12월에는 가로나 반토 등의 옛 직명을 폐지하고, 다이산지(大参事), 곤다이산지(権大参事), 쇼산지(小参事) 등을 두는 직제를 개혁하여 번사를 사족과 졸족으로 나누고 봉록 규정도 개정했다. 메이지 4년 (1871년) 7월 14일, 폐번치현을 통해 사이키현이 되었고, 후에 오이타현에 편입되었다. 번주 가문은 메이지 17년 (1884년)에 자작이 되었다.

## 모리가의 가문 소동과 단절 위기

### 3대 당주 상속을 둘러싼 오이에 소동
타카마사가 사망한 후, 뒤를 이은 타카나리는 간에이 9년 (1632년) 11월 7일에 급사했는데, 적자는 3세의 타카나오 밖에 없었다. 그러나, 타카마사의 동생이자 2천석의 영주였던 요시야스가 타카나리의 이복형 타카아키를 내세워 이의를 제기하는 바람에 오이에 소동이 일어나고, 급했던 가로가 막부에 탄원하여 인정받으면서 3대 당주는 타카나오가 이었다. 요시야스는 이 판정에 불만을 품고 막부에 2천석의 영지를 반납하고, 막부 직속의 하타모토가 되었기 때문에 사이키번은 2천석을 잃게 되었지만, 막부에게 오이에 소동의 인상을 주고 싶지 않기 때문에 종전대로 2만석을 유지했다. 또한, 요시나오의 영지였던 카타다는 평야가 적은 사이키에서는 비옥한 땅으로, 물의 사용에도 혜택을 받고 있었기 때문에, 이후의 사이키번은 재정난에 시달리게 된다.

### 6대 당주까지의 가독 문제
타카나오는 35세에 사망해, 3살인 적자 타카시게를 4대로 가독을 물려받았지만, 31세에 사망. 또한 적자가 없었기 때문에 사이키번은 단절 위기를 맞았다. 번의 중역들은 말기양자로서 같은 분고 모리번의 쿠루시마 미치키요의 3남 타카히사를 맞이해 5대 당주 가독을 계승했다. 쿠루시마가는 모리가문과 친척 관계였고 (모리 타카나리와 쿠루시마 미치하루의 정실이 사쿠마 야스마사의 딸로 동서관계), 같은 쿠니에 있는 토자마 소번으로 친밀한 관계에 있었기 때문이다.
이 타카히사는 정실을 난부 유키노부의 딸을 맞이했지만, 부부사이는 좋지 않아 반년이 채 못되어 이혼했다. 게다가 타카히사가 이 후에 결혼하지 않았기 때문에, 급해진 중역은 타카히사의 동생인 타카요시를 다시 양자로 맞이했다. 이처럼 2대 번주부터 5대 번주가 요절하다보니 번 정치는 문란해지고, 기강에도 문란함이 발생하였다. 6대 타카요시 때, 이러한 혼란에 대해서 기강 숙정과 개혁을 실시해 번 정치를 재건했다. 그래서 타카요시는 사이키번 중흥의 시조로 여겨진다. 한편으로, 이 타카요시도 후계 문제를 일으켰다. 처음의 적자 타카미치는 병약을 이유로 적자의 자리에서 쫓겨나고, 서자인 타카요시가 적자가 된다. 그러나, 타카요시는 병으로 요절하여, 타카미치의 장남, 즉 적손자인 타카오카를 후사로 삼아 마침내 후계 문제를 해소했다.

## 집안의 구성
큐닌 107명, 츄코쇼 83명, 히토 54명, 스님 13명, 요리인 8명, 사공 9명, 코가시라 6명, 요로즈 코가시라 20명, 메미카쿠코야쿠닌 46명, 아시가루 102명, 아시가루 나미이카 224명으로 총 672명, 또한 향사, 코아시가루는 존재하지 않는다.

### 직책
가로, 츄로, 반토, 덴야쿠, 요닌, 코쇼가시라, 군다이, 모노가시라, 루스이, 토리츠기, 오쿠가로, 마치부교, 메츠케, 지샤부교, 토시가시라, 무샤부교, 긴부교, 우라부교, 에도모토지메, 다이난도야쿠, 오사카루스이, 모로키즈키부교, 다이칸, 카타나반야쿠, 에도루스이스케야쿠, 시모야시키루스이, 코난도야쿠
비고
가로 이하, 부교 수준의 직책은 모두 큐닌이 맡았다. 분세이 연간 스하라야판 무감에서는 반토, 요닌, 스케야쿠의 항목이 설치된 것 외, 항목은 없지만, 카판급의 가신이 반토의 상석에 게제되었다. 구체적인 예는 모리 타카나카#가신 참조
가신 일람은 일본판 사이키번을 참조 바람.

## 영내 인구의 추이
- 1711년 (쇼토쿠 원년) 3만 4868명 (남 1만 8901명, 여 1만 5957명)
- 1717년 (교호 2년) 3만 4960명, 5330 가구
- 1726년 (교호 11년) 3만 5천 691명 (남 1만 9289명, 여 1만 6402명)
- 1732년 (교호 17년) 3만 4790명 (남 1만 8748명, 여 1만 6042명)
- 1805년 (분카 2년) 5만 34명, 9115 가구 (남 2만 6413명, 여 2만 3621명)
- 1810년 (분카 7년) 5만 2480명 (남 2만 7620명, 여 2만 4860명)

## 영지와 다이묘저택

### 영지
- 분고국 아마베군 중 156개 마을 (막부 말기) / 고쿠다카 2만석 (1867년 (게이오 3년) 경)

위에 써있는 곳 말고도, 아마베군 10개 마을 (그중 1개 마을은 본 번과의 상급)의 막부령을 맡았는데, 전역이 히타현에 편입되었다.

### 다이묘저택
에도
분세이 2년의 무감에서 에도 번저택의 카미야시키는 아나고시타 사쿠마노코지(愛宕下佐久間小路) (에도성 오테몬에서 21정), 시모야시키는 히로오시타 시부야(広尾下渋谷)와 하쿠긴 이마자토무라(白銀今里村)의 2개가 있었다. 에도에서 번주 및 가신의 보다이지는 임제종 묘신지파의 토젠지이다.
오사카
분세이 2년의 무감에서 텐만 1초메(天満一丁目) 하마부치(浜淵)에 있었다고 한다.

## 역대 번주
| 모리가 (후지와라씨류 모리가) / 토자마 다이묘 고쿠다카 2만석 | 모리가 (후지와라씨류 모리가) / 토자마 다이묘 고쿠다카 2만석 | 모리가 (후지와라씨류 모리가) / 토자마 다이묘 고쿠다카 2만석 | 모리가 (후지와라씨류 모리가) / 토자마 다이묘 고쿠다카 2만석 | 모리가 (후지와라씨류 모리가) / 토자마 다이묘 고쿠다카 2만석 | 모리가 (후지와라씨류 모리가) / 토자마 다이묘 고쿠다카 2만석 |
| 가몬                                                        | 대                                                          | 이름                                                        | 이름                                                        | 관위                                                        | 가족관계                                                    |
| ----------------------------------------------------------- | ----------------------------------------------------------- | ----------------------------------------------------------- | ----------------------------------------------------------- | ----------------------------------------------------------- | ----------------------------------------------------------- |
|                                                             | 1                                                           | 毛利高政                                                    | 모리 타카마사                                               | 종5위하 이세노카미                                          | 모리 타카츠구의 아들                                        |
| 2                                                           | 毛利高成                                                    | 모리 타카나리                                               | 종5위하 셋츠노카미                                          | 선대의 장남                                                 |                                                             |
| 3                                                           | 毛利高直                                                    | 모리 타카나오                                               | 종5위하 이세노카미                                          | 선대의 장남                                                 |                                                             |
| 4                                                           | 毛利高重                                                    | 모리 타카시게                                               | 종5위하 아와노카미                                          | 선대의 장남                                                 |                                                             |
| 5                                                           | 毛利高久                                                    | 모리 타카히사                                               | 종5위하 스루가노카미                                        | 분고 모리번주 쿠루시마 미치키요의 4남                       |                                                             |
| 6                                                           | 毛利高慶                                                    | 모리 타카요시/타카야스                                      | 종5위하 스오우노카미                                        | 분고 모리번주 쿠루시마 미치키요의 6남                       |                                                             |
| 7                                                           | 毛利高丘                                                    | 모리 타카오카                                               | 종5위하 스오우노카미                                        | 선대의 아들・모리 타카미치의 아들                           |                                                             |
| 8                                                           | 毛利高標                                                    | 모리 타카스에                                               | 종5위하 이세노카미                                          | 선대의 차남                                                 |                                                             |
| 9                                                           | 毛利高誠                                                    | 모리 타카노부                                               | 종5위하 미노노카미                                          | 선대의 장남                                                 |                                                             |
| 10                                                          | 毛利高翰                                                    | 모리 타카나카                                               | 종5위하 와카사노카미                                        | 선대의 장남                                                 |                                                             |
| 11                                                          | 毛利高泰                                                    | 모리 타카야스                                               | 종5위하 이세노카미                                          | 선대의 아들                                                 |                                                             |
| 12                                                          | 毛利高謙                                                    | 모리 타카아키                                               | 종5위하 이세노카미                                          | 선대의 장남                                                 |                                                             |

## 같이 보기
- 폐번치현